# Unicodeblock Psalter-Pahlavi
Der Unicodeblock Psalter-Pahlavi (U+10B80 bis U+10BAF) enthält die Zeichen der Psalmen-Pahlavischrift.

## Liste
Alle Zeichen haben die bidirektionale Klasse "rechts nach links".
| Unicodenummer  | Zeichen (400 %) | Kategorie                               | Offizielle Bezeichnung               | Beschreibung                                  |
| -------------- | --------------- | --------------------------------------- | ------------------------------------ | --------------------------------------------- |
| U+0020 (68480) | 𐮀               | anderer Buchstabe, Silbe oder Ideogramm | PSALTER PAHLAVI LETTER ALEPH         | Psalter-Pahlavi-Buchstabe Aleph               |
| U+0020 (68481) | 𐮁               | anderer Buchstabe, Silbe oder Ideogramm | PSALTER PAHLAVI LETTER BETH          | Psalter-Pahlavi-Buchstabe Beth                |
| U+0020 (68482) | 𐮂               | anderer Buchstabe, Silbe oder Ideogramm | PSALTER PAHLAVI LETTER GIMEL         | Psalter-Pahlavi-Buchstabe Gimel               |
| U+0020 (68483) | 𐮃               | anderer Buchstabe, Silbe oder Ideogramm | PSALTER PAHLAVI LETTER DALETH        | Psalter-Pahlavi-Buchstabe Daleth              |
| U+0020 (68484) | 𐮄               | anderer Buchstabe, Silbe oder Ideogramm | PSALTER PAHLAVI LETTER HE            | Psalter-Pahlavi-Buchstabe He                  |
| U+0020 (68485) | 𐮅               | anderer Buchstabe, Silbe oder Ideogramm | PSALTER PAHLAVI LETTER WAW-AYIN-RESH | Psalter-Pahlavi-Buchstabe Waw-Ajin-Resch      |
| U+0020 (68486) | 𐮆               | anderer Buchstabe, Silbe oder Ideogramm | PSALTER PAHLAVI LETTER ZAYIN         | Psalter-Pahlavi-Buchstabe Zajin               |
| U+0020 (68487) | 𐮇               | anderer Buchstabe, Silbe oder Ideogramm | PSALTER PAHLAVI LETTER HETH          | Psalter-Pahlavi-Buchstabe Heth                |
| U+0020 (68488) | 𐮈               | anderer Buchstabe, Silbe oder Ideogramm | PSALTER PAHLAVI LETTER YODH          | Psalter-Pahlavi-Buchstabe Jod                 |
| U+0020 (68489) | 𐮉               | anderer Buchstabe, Silbe oder Ideogramm | PSALTER PAHLAVI LETTER KAPH          | Psalter-Pahlavi-Buchstabe Kaph                |
| U+0020 (68490) | 𐮊               | anderer Buchstabe, Silbe oder Ideogramm | PSALTER PAHLAVI LETTER LAMEDH        | Psalter-Pahlavi-Buchstabe Lamedh              |
| U+0020 (68491) | 𐮋               | anderer Buchstabe, Silbe oder Ideogramm | PSALTER PAHLAVI LETTER MEM-QOPH      | Psalter-Pahlavi-Buchstabe Mem-Koph            |
| U+0020 (68492) | 𐮌               | anderer Buchstabe, Silbe oder Ideogramm | PSALTER PAHLAVI LETTER NUN           | Psalter-Pahlavi-Buchstabe Nun                 |
| U+0020 (68493) | 𐮍               | anderer Buchstabe, Silbe oder Ideogramm | PSALTER PAHLAVI LETTER SAMEKH        | Psalter-Pahlavi-Buchstabe Samech              |
| U+0020 (68494) | 𐮎               | anderer Buchstabe, Silbe oder Ideogramm | PSALTER PAHLAVI LETTER PE            | Psalter-Pahlavi-Buchstabe Pe                  |
| U+0020 (68495) | 𐮏               | anderer Buchstabe, Silbe oder Ideogramm | PSALTER PAHLAVI LETTER SADHE         | Psalter-Pahlavi-Buchstabe Sadhe               |
| U+0020 (68496) | 𐮐               | anderer Buchstabe, Silbe oder Ideogramm | PSALTER PAHLAVI LETTER SHIN          | Psalter-Pahlavi-Buchstabe Schin               |
| U+0020 (68497) | 𐮑               | anderer Buchstabe, Silbe oder Ideogramm | PSALTER PAHLAVI LETTER TAW           | Psalter-Pahlavi-Buchstabe Taw                 |
| U+0020 (68505) | 𐮙               | andere Interpunktion                    | PSALTER PAHLAVI SECTION MARK         | Psalter-Pahlavi-Trennzeichen                  |
| U+0020 (68506) | 𐮚               | andere Interpunktion                    | PSALTER PAHLAVI TURNED SECTION MARK  | Psalter-Pahlavi-Trennzeichen (gedreht)        |
| U+0020 (68507) | 𐮛               | andere Interpunktion                    | PSALTER PAHLAVI FOUR DOTS WITH CROSS | Psalter-Pahlavi-Zeichen vier Punkte mit Kreuz |
| U+0020 (68508) | 𐮜               | andere Interpunktion                    | PSALTER PAHLAVI FOUR DOTS WITH DOT   | Psalter-Pahlavi-Zeichen vier Punkte mit Punkt |
| U+0020 (68521) | 𐮩               | anderes Zahlzeichen                     | PSALTER PAHLAVI NUMBER ONE           | Psalter-Pahlavi-Zahl Eins                     |
| U+0020 (68522) | 𐮪               | anderes Zahlzeichen                     | PSALTER PAHLAVI NUMBER TWO           | Psalter-Pahlavi-Zahl Zwei                     |
| U+0020 (68523) | 𐮫               | anderes Zahlzeichen                     | PSALTER PAHLAVI NUMBER THREE         | Psalter-Pahlavi-Zahl Drei                     |
| U+0020 (68524) | 𐮬               | anderes Zahlzeichen                     | PSALTER PAHLAVI NUMBER FOUR          | Psalter-Pahlavi-Zahl Vier                     |
| U+0020 (68525) | 𐮭               | anderes Zahlzeichen                     | PSALTER PAHLAVI NUMBER TEN           | Psalter-Pahlavi-Zahl Zehn                     |
| U+0020 (68526) | 𐮮               | anderes Zahlzeichen                     | PSALTER PAHLAVI NUMBER TWENTY        | Psalter-Pahlavi-Zahl Zwanzig                  |
| U+0020 (68527) | 𐮯               | anderes Zahlzeichen                     | PSALTER PAHLAVI NUMBER ONE HUNDRED   | Psalter-Pahlavi-Zahl Einhundert               |